# Chun Bo-geun
Chun Bo-geun (sinh ngày 23 tháng 8 năm 2002) là một diễn viên người Hàn Quốc. Cậu lần đầu tiên thu hút sự chú ý trong một thương mại KTF vào năm 2008, sau đó bắt đầu sự nghiệp của mình như là một diễn viên trẻ trong năm 2009. Chun Bo-geun đã đóng vai chính trong bộ phim Hello Ghost (2010) và The Grand Heist (2012), cũng như series phim truyền hình Wish Upon a Star (2010) và Nữ hoàng lớp học (2013).

## Phim Đã Đóng

### Phim điện ảnh
| Năm  | Tên phim                      | Vai diễn                        | Ghi chú               |
| ---- | ----------------------------- | ------------------------------- | --------------------- |
| 2009 | Haeundae                      | Seung-hyun                      |                       |
| 2010 | No Doubt                      | Do-jin                          |                       |
| 2010 | Hello Ghost                   | Elementary school student ghost |                       |
| 2011 | Sorry, Thanks                 | Min-joon                        | segment: "Cat's Kiss" |
| 2011 | The Bracelet of Blue Tears    | Young Ji-gwi                    |                       |
| 2012 | Dancing Queen                 | Young Hwang Jung-min            |                       |
| 2012 | The Grand Heist               | Jung-goon                       |                       |
| 2012 | The Spies                     | Section chief Kim's son         |                       |
| 2013 | The Spy: Undercover Operation | Ji-seong                        |                       |
| 2014 | The Fatal Encounter           | Young Sal-soo                   |                       |

### Phim truyền hình
| Năm  | Tên phim                                    | Vai diễn        | Kênh phát sóng |
| ---- | ------------------------------------------- | --------------- | -------------- |
| 2010 | Wish Upon a Star                            | Jin Pa-rang     | SBS            |
| 2010 | Gloria                                      | Ha Eo-jin       | MBC            |
| 2011 | You're So Pretty                            | Jang Soo-ho     | MBC            |
| 2011 | TV Original Fairy Tale "가방 들어주는 아이" | Seok-woo        | EBS            |
| 2012 | The King's Dream                            | Manhwa          | KBS1           |
| 2012 | The Great Seer                              | Patron saint    | SBS            |
| 2013 | The Queen's Classroom                       | Oh Dong-goo     | MBC            |
| 2014 | Drama Festival "4teen"                      | Shin Young-hoon |                |

### Chương trình truyền hình
| Năm  | Tên chương trình                    | Kênh phát sóng | Ghi chú                               |
| ---- | ----------------------------------- | -------------- | ------------------------------------- |
| 2009 | Fun TV Roller Coaster               | tvN            | segment: "Two Wives and Two Husbands" |
| 2009 | Star Golden Bell                    | KBS2           |                                       |
| 2012 | Breakdown Problem - Resolution King | Tooniverse     | Host                                  |
| 2014 | Little Big Hero                     | tvN            | Documentary narration, episode 3      |

### Video âm nhạc
| Năm  | Tựa đề          | Nghệ sĩ   |
| ---- | --------------- | --------- |
| 2011 | "Sorry, Thanks" | Migo Song |
| 2013 | "Green Rain"[9] | SHINee    |

## Giải thưởng
| Năm  | Giải thưởng          | Nội dung         | Tác phẩm              | Kết quả |
| ---- | -------------------- | ---------------- | --------------------- | ------- |
| 2013 | 2nd APAN Star Awards | Best Young Actor | The Queen's Classroom | Won     |
| 2013 | MBC Drama Awards     | Best Young Actor | The Queen's Classroom | Won     |